# Suquexatra de Mágada
Suquexatra (Sukśatra) foi um rei semilendário da dinastia de Briadrata que governou sobre Mágada em sucessão de Niramitra, seu pai. Reinou entre 1 149 e 1 127 a.C., segundo algumas reconstituições. Foi sucedido por seu filho Briatecarma.